# Lista över ledamöter av Sveriges riksdags andra kammare 1900–1902
Ledamöter av Sveriges riksdags andra kammare mandatperioden 1900–1902 (utsedda vid valet 1899).

## Talmän
- Talman: Robert De la Gardie, greve, landshövding (se Östergötlands län nedan)
- Vice talman: Axel Swartling, vice konsul (se Östergötlands län nedan)

## Stockholms stad

### Första valkretsen
- Curt Wallis, e.o. professor
- Fridtjuv Berg, folkskollärare
- Martin Filip Nyström, telegrafkommissarie
- Gustaf Wallenberg, kapten, f. 1863

### Andra valkretsen
- Henrik Fredholm, civilingenjör
- Sixten von Friesen, lektor
- Oskar Gustaf Eklund, boktryckare
- Carl Albert Lindhagen, revisionssekreterare

### Tredje valkretsen
- Sven Adolf Hedin, fil kand, skriftställare
- Emil Hammarlund, redaktör för Svensk läraretidning
- Edvard Otto Wilhelm Wavrinsky, f.d. löjtnant, direktör
- Jakob Byström, redaktör
- Karl Albert Staaff, vice häradshövding

### Fjärde valkretsen
- Julius Edvard von Krusenstjerna, statsråd
- Hugo Erik Gustaf Hamilton, greve, landshövding
- Theodor Nordström, generaldirektör, f. 1843
- Emil Smith, lotskapten, f. 1848
- Gerhard Jacob De Geer, professor, f. 1858

### Femte valkretsen
- Magnus Mauritz Höjer, lektor
- John Olsson, advokat
- David Kristian Bergström, fil dr
- Hjalmar Branting, redaktör

## Stockholms län
- Carl Sandquist, f. d. organist, hemmansägare (för Norra Roslags domsaga)
- Erik Åkerlund, godsägare (för Mellersta Roslags domsaga)
- Gustaf Berndes, bruksägare (för Södra Roslags domsaga)
- Wilhelm Lundin, godsägare, f. 1846, för Stockholms läns västra domsaga
- August Pettersson, kontraktsprost (för Södertörns domsaga)
- Jakob Gustaf Pettersson, borgmästare, f. 1866 (för Södertälje, Norrtälje, Östhammar, Öregrund, Sigtuna och Vaxholm)

## Uppsala län
- Johan Eric Ericsson, hemmansägare, f. 1837 (för Norunda och Örbyhus härad)
- Karl Holmgren, arrendator (för Olands härad) (avled 1900)
  - ersatt av: Karl Björkman, lantbrukare (för Olands härad)
- Oscar Lindewall, domänintendent (för Uppsala läns mellersta domsaga)
- Lars Petter Mallmin i Gran, godsägare (för Uppsala läns södra domsaga)
- Simon Johannes Boëthius, e. o. professor (för Uppsala stad)

## Södermanlands län
- Fredric Pettersson i Tjärsta, arrendator, f. 1837 (för Jönåkers härad)
- Ernst Lindblad, godsägare (för Rönö, Hölebo och Daga härader)
- Nils Olsson i Ättersta, hemmansägare, f. 1841 (för Oppunda härad)
- Ivan von Knorring, friherre, arrendator (för Villåttinge härad)
- Wilhelm Johansson i Öja, folkskollärare, f. 1843 (för Väster- och Österrekarne härader)
- Knut Almquist, godsägare (Åkers och Selebo härader)
- Johan Widén, landssekreterare (för Nyköping, Torshälla, Strängnäs, Mariefred och Trosa)
- Gustaf Österberg, boktryckerifaktor, f. 1864 (för Eskilstuna stad)

## Östergötlands län
- Carl Johansson i Berga, hemmansägare (för Kinda och Ydre domsaga)
- Wilhelm Andersson i Bråborg, arrendator, f. 1849 (för Björkekinds, Östkinds, Lösings, Bråbo och Memmings domsaga)
- Johan Hjelmérus, godsägare, juris doktor, f. 1852 (för Lysings och Göstrings domsaga)
- Oscar Larsson i Mörtlösa, hemmansägare (för Åkerbo, Bankekinds och Hanekinds domsaga)
- Gustaf Anderson i Himmelsby, hemmansägare (för Vifolka, Valkebo och Gullbergs domsaga)
- Olof Larsson i Bratteberg, hemmansägare (för Finspånga läns härads domsaga)
- Carl Jakob Jakobson i Karlshult, lantbrukare, f. 1839 (för Aska, Dals och Bobergs domsaga)
- August Henricson i Karlslund, lantbrukare (för Hammarkinds och Skärkinds domsaga)
- Robert De la Gardie, greve, landshövding, talman (för Linköpings stad)
- Axel Swartling, vice konsul (för Norrköpings stad)
- Theodor Zetterstrand, rådman (för Norrköpings stad)
- Conrad Vahlquist, regementsläkare, f. 1856 (för Östergötlands småstäder och Gränna)

## Jönköpings län
- Johan Sjöberg i Bodaryd, nämndeman (för Västra härads domsaga)
- Jonas Peter Zakrisson, häradsdomare (för Östra härads domsaga)
- Wilhelm Bengtsson i Häradsköp, lantbrukare (för Östbo härad)
- Gustaf Hazén, kontraktsprost (för Västbo härad)
- Wilhelm Spånberg, bruksägare (för Tveta härad)
- Carl Johansson i Avlösa, hemmansägare (för Vista och Mo härad)
- Oscar Erickson i Bjersby, lantbrukare (för Norra och Södra Vedbo domsaga)
- Henning Odencrantz, hovrättsassessor (för Jönköpings stad) (avled 19 januari 1900)
  - ersatt av: Carl Ericsson, advokatfiskal (för Jönköpings stad)

## Kronobergs län
- Jonas Eriksson i Lindehult, lantbrukare, f. 1848 (för Uppvidinge härad)
- Johan August Sjö i Linneryd, lantbrukare, f. 1839 (för Konga härad)
- Carl Petersson i Dänningelanda, lantbrukare, f. 1839 (för Mellersta Värends domsaga)
- Magnus Andersson i Löfhult, hemmansägare, f. 1833 (för Västra Värends domsaga)
- Anders Gustaf Jönsson i Mårarp, lantbrukare, f. 1831 (för Sunnerbo domsagas östra valkrets)
- Carl Wilhelm Hultstein, lantbrukare, f. 1843 (för Sunnerbo domsagas västra valkrets)
- Gustaf Sundberg, konsistorienotarie, f. 1830 (för Växjö stad)

## Kalmar län
- Sven Magnus Petersson i Snällebo, lantbrukare, f. 1843 (för Norra Tjusts härad)
- Otto Redelius, kontr. prost, f. 1835 (för Södra Tjusts härad)
- Julius Högstedt, godsägare, f. 1851, (för Aspelands och Handbörds domsaga)
- Robert Petersson, lantbrukare, f. 1843 (för Sevede och Tunaläns domsaga)
- Per Olof Lundell, lantbrukare (för Norra Möre och Stranda domsaga)
- Carl Israel Carlsson, lantbrukare, f. 1845 (för Södra Möre domsagas västra valkrets)
- Per Alfred Petersson i Påboda, lantbrukare (för Södra Möre domsagas östra valkrets)
- Adolf Johansson i Möllstorp, lantbrukare, f. 1848 (för Ölands domsaga)
- Adolph Fagerlund, landshövding, f. 1842
- Axel Petri, rådman, f. 1835 (för Västervik och Eksjö)
- Bertrand Lindgren, borgmästare, f. 1841, för Oskarshamn, Vimmerby och Borgholm

## Gotlands län
- August Sundblad, kyrkoherde (för Södra domsagan)
- Per Larsson i Fole, lantbrukare (för Norra domsagan)
- Knut Henning Gezelius von Schéele, biskop (för Visby)

## Blekinge län
- Nils Jönsson i Gammalstorp, lantbrukare, f. 1844, för Listers domsaga
- Pehr Pehrson i Törneryd, hemmansägare (för Bräkne domsaga)
- August Larsson, lantbrukare, f. 1856 (för Östra domsaga)
- Axel Lindvall, lantbrukare, f. 1852 (för Medelstads domsaga)
- Fredrik von Otter, f.d. statsråd (för Karlskrona)
- Ernst Meyer (för Blekinge läns mindre städer)

## Kristianstads län
- Esbjörn Persson, hemmansägare, f. 1849 (för Ingelstads och Järrestads domsaga)
- Ola Persson i Rinkaby, hemmansägare, f. 1846 (för Villands härad)
- Per Jönsson i Färeköp, hemmansägare, f. 1845 (för Östra Göinge härad)
- Nils Svensson i Olseröd, hemmansägare, f. 1844 (för Gärds och Albo domsaga)
- Fredrik Barnekow, friherre, godsägare, f. 1839 (för Västra Göinge domsaga)
- Carl Wittsell i Örkelljunga, lantbrukare, f. 1854 (för Norra Åsbo domsaga)
- Olof Persson i Killebäckstorp, lantbrukare, f. 1839 (för Södra Åsbo och Bjäre domsaga)
- Jacob Lundahl, hovrättsråd, f. 1844 (för Kristianstad)

## Malmöhus län
- Mårten Dahn, hemmansägare, f. 1849 (för Oxie härad)
- Nils Andersson i Pettersborg, lantbrukare, f. 1847 (för Skytts härad)
- Nils Nilsson i Skärhus, hemmansägare, f. 1841 (för Färs domsaga)
- Carl Axel Trolle, godsägare, f. 1862 (för Frosta domsaga)
- Jöns Andersson i Öhrstorp, lantbrukare, f. 1838 (för Rönnebergs och Harjagers härad)
- Ivar Månsson i Trää, hemmansägare (för Onsjö härad)
- Christian Olsson i Rögle, godsägare, f. 1859 (för Luggude domsagas norra valkrets)
- Lars Gustaf Broomé, folkskollärare, f. 1853 (för Luggude domsagas södra valkrets)
- Pehr Pehrsson i Åkarp, lantbrukare, f. 1853 (för Bara härad)
- Nils Åkesson i Sandby, lantbrukare, f. 1836 (för Torna härad)
- Hans Andersson i Nöbbelöv, lantbrukare (för Vemmenhögs, Ljunits och Herrestads domsaga)
- Robert Darin, lektor, f. 1843 (för Malmö stad)
- Anders Thylander, folkskollärare, f. 1846 (för Malmö stad)
- Cornelius Faxe, grosshandlare, f. 1847 (för Malmö stad)
- Anders Antonsson, målarmästare, f. 1856 (för Malmö stad)
- Robert Eklundh, akademiräntmästare, f. 1850 (för Lunds stad)
- Oscar Trapp, ingenjör, f. 1847 (för Helsingborgs stad)
- Hans Pantzarhielm, f.d. kapten f. 1844 (för Landskrona stad)
- Tage Peter Gussing, rådman, f. 1851 (för Ystad)
- Hjalmar Sjövall, rektor, f. 1844 (för Trelleborg, Skanör med Falsterbo, Simrishamn och Ängelholm)

## Hallands län
- Johannes Bengtsson i Bjärnalt, lantbrukare, f. 1844 (för Halmstads och Tönnersjö härad)
- Theodor Carlheim-Gyllenskiöld, kammarjunkare, f. 1835 (för Höks härad)
- Anders Peter Johansson i Stensjö, lantbrukare, f. 1852 (för Årstads och Faurås härad)
- Anders Olsson i Tyllered, lantbrukare, f. 1849 (för Himle härad)
- Peter Törnqvist, komminister, f. 1852 (för Fjäre och Viske domsaga)
- Anders Apelstam, grosshandlare, f. 1855 (för Halmstad)
- Carl Björck, provinsialläkare, f. 1844 (för Hallands mindre städer)

## Göteborgs och Bohus län
- Melcher Lyckholm, bryggare, f. 1856 (för Askims och Sävedals härad)
- Carl Grundell, kontraktsprost, f. 1843 (för Västra och Östra Hisings härad)
- Johan Larsson i Presstorp, lantbrukare, f. 1853 (för Inlands domsaga)
- Carl Julius Ödman, f.d. sjökapten, f. 1839 (för Orusts och Tjörns domsaga)
- Hans Holmlin, rektor, lantbrukare, f. 1859 (för Norrvikens domsaga) (avled 1901)
  - Carl Lind, hemmansägare (för Norrvikens domsaga) (1902)
- Per Fredrik Landelius, med. d:r, f. 1847 (för Lane och Stångenäs härad)
- Octo Emanuel Gädda, lantbrukare, f. 1846 (för Tunge, Sotenäs och Sörbygdens härad)
- Erik Wijk, grosshandlare (för Göteborgs stad)
- Ernst Carlson, lektor, f. 1854 (för Göteborg)
- Berndt Hedgren, handlande, f. 1853 (för Göteborgs stad)
- Anders Fredrik Liljeholm, folkskollärare, f. 1844 (för Göteborgs stad)
- Karl Gustaf Karlsson, handlande, f. 1856 (för Göteborgs stad)
- Oskar Berg, kamrerare, f. 1857 (för Göteborgs stad)
- Hugo Segerdahl, stadsnotarie, f. 1853 (för Göteborgs stad)
- Henrik Hedlund, redaktör, f. 1851 (för Göteborgs stad)
- Jean Kinnman, sjökapten, f. 1839 (för Göteborgs stad)
- Theodor Lundgren, vicekonsul, f. 1837 (för Uddevalla och Strömstad)

## Älvsborgs län
- Hjalmar Hallin, disponent, f. 1859 (för Marks härad)
- Gustaf Odqvist, godsägare, f. 1847 (för Vedens och Bollebygds härad)
- Axel Carlsson i Carlsro , lantbrukare, f. 1833 (för Flundre, Väne och Bjärke domsaga)
- Sixten Oskar Nylander, ingenjör (för Kinds härad)
- Johan Johanson i Valared, lantbrukare, f. 1850 (för Redvägs härad)
- Elof Nilsson, lantbrukare, f. 1844 (för Vätle, Ale och Kullings domsaga)
- Otto Svensson i Saläng, lantbrukare, f. 1857 (för Ås och Gäsene domsaga)
- Bengt Dahlgren, lantbrukare, f. 1836 (för Nordals, Sundals och Valbo domsaga)
- Johan Magnus Johansson, lantbrukare, f. 1843 (för Tössbo och Vedbo domsaga)
- Lars Wilhelm Samuel Lothigius, landshövding (för Vänersborg och Åmål)
- Alfred Sandwall, bryggare, f. 1839 (för Borås stad)
- Daniel Gottlieb Restadius, statsråd (för Alingsås, Ulricehamn, Marstrand och Kungälv) (avled 23 maj 1900)

## Skaraborgs län
- Anders Magnusson, lantbrukare, f. 1842 (för Åse, Viste, Barne och Laske domsaga)
- Anders Andersson i Backgården, hemmansägare, f. 1842 (för Kinnefjärdings, Kinne och Kållands domsaga)
- David Holmgren, kyrkoherde, f. 1846 (för Skånings, Vilske och Valle domsaga)
- Lars Johan Jansson, hemmansägare (för Gudhems och Kåkinds domsaga)
- Carl Persson i Stallerhult, lantbrukare (för Vartofta och Frökinds domsaga)
- Sten Nordström, lantbrukare, f. 1840 (för Vadsbo norra domsaga)
- August Johanson, hemmansägare, f. 1839 (för Vadsbo södra domsaga)
- Carl Wilhelm Ericson, generalmajor, f. 1840 (för Mariestad, Skövde och Falköping)
- Hugo Sandén, kronofogde, f. 1861 (för Lidköping, Skara och Hjo)

## Värmlands län
- Olof Anderson i Hasselbol, hemmansägare, f. 1842 (för Visnums, Väse och Ölme härad)
- Carl Jansson i Edsbäcken, hemmansägare, f. 1858 (för Färnebo härad)
- Anders Henrik Göthberg, valsmästare, hemmansägare, f. 1860 (för Mellansysslets domsaga)
- Karl Hultkrantz, godsägare, f. 1844 (för Södersysslets domsaga)
- Elof Biesèrt, ingenjör, f. 1862 (för Nordmarks domsaga)
- August Cervin, kronofogde, f. 1844 (för Fryksdals domsaga)
- Olof Guldbrandsson, hemmansägare, f. 1850 (för Jösse domsaga)
- Gustaf Jansson i Krakerud, hemmansägare, f. 1839 (för Älvdals och Nyeds domsaga)
- Gullbrand Elowson, lektor, f. 1835 (för Karlstad)
- Fredrik Broström, boktryckare, f. 1835 (för Kristinehamn, Filipstad och Askersund)

## Örebro län
- Edvard Hedin, lantbrukare, f. 1856 (för Edsbergs, Grimstens och Hardemo härad)
- Gustaf Olofsson i Åvik, lantbrukare, f. 1849 (för Kumla och Sundbo härad)
- Anders Petter Gustafsson i Sjögesta, lantbrukare, f. 1852 (för Glanshammars och Örebro härad)
- Folke Andersson i Helgesta, hemmansägare, f. 1829 (för Askers och Sköllersta härad)
- Lars Eriksson i Bäck, hemmansägare, f. 1855 (för Lindes domsaga)
- Johan Johansson i Noraskog (för Nora domsaga)
- Gottlieb Spangenberg, läroverksadjunkt, f. 1847 (för Örebro stad)

## Västmanlands län
- Gustaf Olsson i Frösvi, lantbrukare, f. 1840 (för Västmanlands södra domsaga) (avled 1901)
- Ludvig Lorichs, godsägare, f. 1867 (för Västmanlands västra domsaga)
- Gustaf Lindgren, hemmansägare, f. 1851 (för Västmanlands norra domsaga)
- Adolf Ericson i Ransta, godsägare, f. 1849 (för Västmanlands östra domsaga) (avled 1902)
- Arvid Kempe, lektor, f. 1854 (för Västerås stad) (avsade sig ledamotskapet 1901)
  - Maximilian Schenström, häradshövding, f. 1843 (1902)
- Carl Johan Hammarström, hovslagare, f. 1842 (för Köping, Nora, Lindesberg och Enköping)
- Jakob Persson, rektor, f. 1839 (för Arboga och Sala)

## Kopparbergs län
- Daniel Persson i Tällberg, nämndeman, f. 1850 (för Leksands tingslag)
- Ollas Anders Ericsson, hemmansägare, f. 1858 (för Gagnefs och Rättviks tingslag)
- Erik Norman, hemmansägare, f. 1842 (för Ovan-Siljans domsaga)
- Johan Wahlgren, hemmansägare, f. 1854 (för Hedemora domsaga)
- Anders Hansson i Solberga, hemmansägare, f. 1839 (för Falu domsagas södra tingslag)
- Samuel Söderberg i Sundborn, nämndeman, f. 1859 (för Falu domsagas norra tingslag)
- Jan Petter Jansson, bergsman, f. 1854 (för Grangärde, Norrbärke och Söderbärke tingslag)
- Stormats Matias Olsson, hanelsföreståndare, f. 1839, för Nås och Malungs tingslag)
- Theodor af Callerholm, häradshövding, f. 1852 (för Dalarnas städer)

## Gävleborgs län
- Anders Olsson i Mårdäng, hemmansägare, f. 1851 (för Gestriklands domsagas östra tingslag)
- Anders Göransson i Åsen, hemmansägare, f. 1845 (för Gestriklands domsagas västra tingslag)
- Halvar Eriksson, hemmansägare, f. 1855 (för Bergsjö och Delsbo tingslag)
- Per Olsson i Fläsbro, hemmansägare, f. 1864, (Enångers och Forsa tingslag)
- Johan Ericsson i Vallsta, hemmansägare, f. 1852 (för Västra Hälsinglands domsaga)
- Jonas Johnsson i Bollnäs, trävaruhandlare, f. 1837 (för Södra Hälsinglands domsagas västra tingslag)
- Nils Hansson i Berga, hemmansägare, f. 1835 (för Södra Hälsinglands domsagas östra tingslag)
- Olof Brodin, skeppsbyggmästare, f. 1840 (för Gävle stad)
- Paul Petter Waldenström, lektor (för Gävle stad)
- Julius Centerwall, rektor (för Söderhamns stad)

## Västernorrlands län
- Johan Nordin, folkskollärare, f. 1843 (för Medelpads västra domsaga)
- Svante Herman Kvarnzelius, plåtslagare (för Sköns tingslag)
- Erik Åkerlind, predikant, f. 1864 (för Njurunda, Indals och Ljustorps tingslag)
- Johan Nydahl, skolföreståndare (för Ångermanlands södra domsaga)
- Wilhelm Styrlander, polisuppsyningsman, f. 1854 (Ångermanlands mellersta domsaga)
- Oswald Emthén, lantbrukare, f. 1853 för (Ångermanlands västra domsaga)
- Carl Bergström, hemmansägare, f. 1843 (för Nätra och Nordingrå domsaga)
- Carl Öberg, hemmansägare, f. 1859 (för Själevads och Arnäs domsaga)
- Henrik Öhngren, vicekonsul, f. 1853 (för Härnösand och Örnsköldsvik)
- Magnus Arhusiander, grosshandlare, f. 1829 (för Sundsvalls stad)

## Jämtlands län
- Johan Nordin, folkskollärare, f. 1837 (för Jämtlands norra domsaga)
- Johan Olofsson i Digernäs, nämndeman, f. 1860 (Jämtlands västra domsaga)
- Jöns Bromée, lantbrukare (för Jämtlands östra domsaga)
- Per Norberg i Funäsdalen, f.d. häradsdomare, f. 1838 (för Härjedalens domsaga)
- Sven Johan Kardell, lektor, f. 1842 (för Östersund och Hudiksvall)

## Västerbottens län
- Adolf Wiklund i Brattfors, lantbrukare (för Nordmalings, Bjurholms och Degerfors tingslag)
- Johan Nilsson i Skravelsjö, nämndeman, f. 1846 (för Umeå tingslag)
- Lars Dahlstedt, kyrkoherde, f. 1855 (Västerbottens västra domsaga)
- Johan Lundström, hemmansägare, f. 1854 (för Västerbottens norra domsaga)
- Nils Boström, hemmansägare, f. 1844 (Västerbottens mellersta domsaga)
- Jesper Crusebjörn, statsråd (för Umeå, Skellefteå och Piteå)

## Norrbottens län
- Pehr Svensson i Bondön, hemmansägare, lmp, f. 1856, för Piteå domsaga
- Nils Wallmark i Smedsbyn, hemmansägare, lmp, f. 1835, för Luleå domsaga
- Harald Ström, vice konsul, frihandelsvänlig vilde, f. 1836, för Kalix domsaga
- Georg Kronlund, häradshövding, vilde, f. 1860, för Torneå domsaga
- Karl Husberg, landshövding, okänd partipolitisk tillhörighet, f. 1854, för Luleå och Haparanda